# Fırıncık (Ağlı)
Fırıncık is een dorp in het Turkse district Ağlı en telt 60 inwoners.
| Jaartal | totaal | man | vrouw |
| ------- | ------ | --- | ----- |
| 2018    | 60     | 31  | 29    |
| 2017    | 76     | 40  | 36    |
| 2016    | 70     | 36  | 34    |
| 2015    | 75     | 39  | 36    |
| 2014    | 78     | 41  | 37    |
| 2013    | 81     | 43  | 38    |
| 2012    | 84     | 47  | 37    |
| 2011    | 96     | 55  | 41    |
| 2010    | 98     | 52  | 46    |
| 2009    | 108    | 56  | 52    |
| 2008    | 129    | 67  | 62    |
| 2007    | 117    | 61  | 56    |

Centrale districtsplaats (İlçe Merkezi): Ağlı
Dorpen (Köyler):
Adalar · Akçakese · Akdivan · Bereketli · Fırıncık · Gölcüğez · Kabacı · Müsellimler · Oluközü · Selmanlı · Tunuslar · Turnacık · Yeşilpınar